# مجموعه علی‌آباد
مجموعه علی‌آباد مربوط به دوره قاجار است و در شهرستان قم، گردنه علی‌آباد واقع شده و این اثر در تاریخ ۱۱ بهمن ۱۳۷۸ با شمارهٔ ثبت ۲۵۸۳ به‌عنوان یکی از آثار ملی ایران به ثبت رسیده است.